# Zwrócona
Zwrócona (niem. Protzan) – wieś w Polsce położona w województwie dolnośląskim, w powiecie ząbkowickim, w gminie Ząbkowice Śląskie.

## Podział administracyjny
W latach 1945–1954 miejscowość była siedzibą gminy Zwrócona w województwie wrocławskim. W latach 1975–1998 miejscowość administracyjnie należała do województwa wałbrzyskiego. Wieś jest siedzibą parafii.

## Nazwa
W roku 1295, w kronice łacińskiej Liber fundationis episcopatus Vratislaviensis, miejscowość wymieniona jest jako villa Weswrocena. 

## Historia
Jedna z najstarszych wsi na Przedgórzu Sudeckim, założona na surowym korzeniu na początku XII wieku przez Dobrogosta i pierwotnie nosząca jego imię. Pierwsza wzmianka o wsi pochodzi z 1175 roku. Ofiarowana przez księcia Bolesława Wysokiego cystersom z Lubiąża, stała się drogą wymiany własnością Dzierżykraja Stoigniewa spod Jawora. Jego syn Stoigniew Młodszy jako zadośćuczynienie za popełnioną zbrodnię przekazał część wsi klasztorom w Trzebnicy i Lubiążu. W I połowie XIII w. obie części stały się własnością biskupa wrocławskiego i od tego czasu wieś nosi obecną nazwę. Do 1810 była własnością kościelną.

## Zabytki
Do wojewódzkiego rejestru zabytków wpisane są:
- kościół pw. św. Piotra i Pawła z XIV w., pierwotnie gotycki, przebudowany w XVI-XIX w. Pierwotna świątynia w tej miejscowości została wymieniona jeszcze w 1318 r. Obecna budowla jest zapewne średniowieczna w swym trzonie, została jednak poważnie przebudowana w XVII wieku. Z czasów gotyku zachował się ostrołukowy, profilowany portal, możliwe, że z końca XIV w. jak oceniał Hans Lutsch w końcu XIX wieku[8] oraz wieża, w czasach nowożytnych nadbudowana i zwieńczona baniastym hełmem prześwitowym.
- dwór, obecnie dom nr 30, z połowy XVIII w., początek XX w.
- budynek gospodarczy, szachulcowy

inne zabytki:
- dawny cmentarz parafialny, rozciąga się wokół kościoła, otoczony jest zabytkowym murem z bramą zwieńczoną attyką w formie tzw. jaskółczego ogona, pochodzącą prawdopodobnie z drugiej połowy XVI w.

## Szlaki turystyczne
- Zielony:  Przełęcz Srebrna - Mikołajów - Brzeźnica - Grochowiec - Tarnów - Ząbkowice Śląskie - Zwrócona - Brodziszów - Skrzyżowanie pod Grzybowcem - Tatarski Okop - Gilów - Zamkowa Góra - Słupice - Przełęcz Słupicka - Przełęcz Tąpadła - Biała - Strzelce